# Gene Davis
Gene Davis, född den 17 november 1945 i Missoula, Montana, är en amerikansk brottare som tog OS-brons i fjäderviktsbrottning i fristilsklassen 1976 i Montréal. 